# Зельке-Ауэ
Зельке-Ауэ (нем. Selke-Aue) — община в Германии, в земле Саксония-Анхальт, входит в район Гарц в составе общины Форгарц. Население составляет 1454 человека (на 31 декабря 2013 года). Занимает площадь 36,73 км².

## История
Община была сформирована 1 января 2010 года, в её состав вошли деревни:
- Веддерштедт
- Хауснайндорф
- Хетеборн

## Население
| Год  | Численность | Численность |
| ---- | ----------- | ----------- |
| 2017 | 1416        | [ 1 ]       |
| 2019 | 1389        | [ 5 ]       |
| 2021 | 1381        | [ 6 ]       |
| 2022 | 1337        | [ 7 ]       |
| 2023 | 1341        | [ 2 ]       |

## Галерея

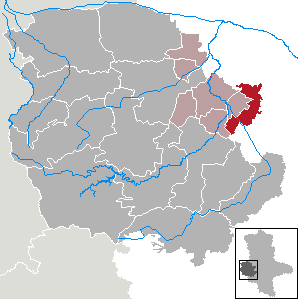
Зельке-Ауэ на карте общины и района
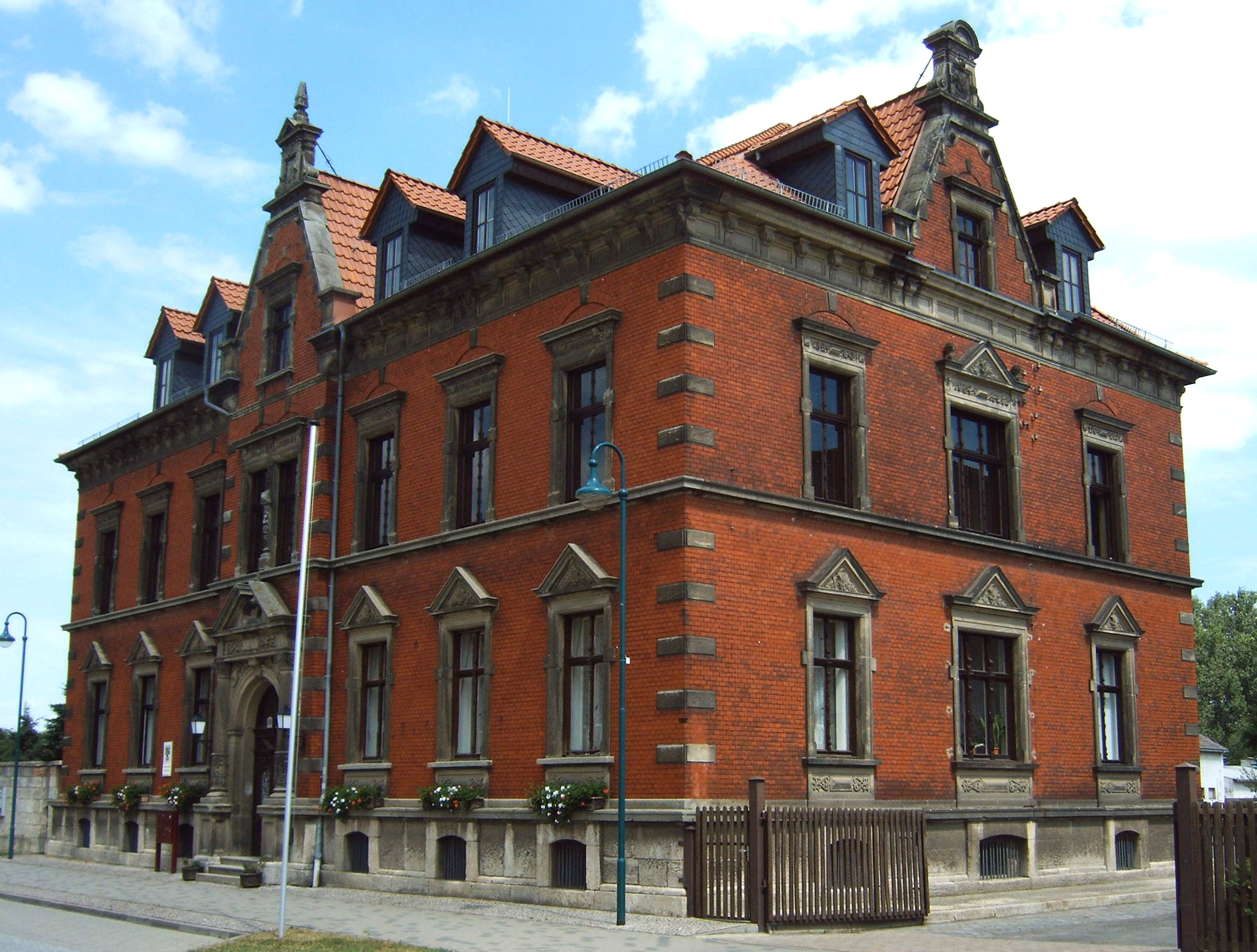
Старинный особняк в Веддерштедте
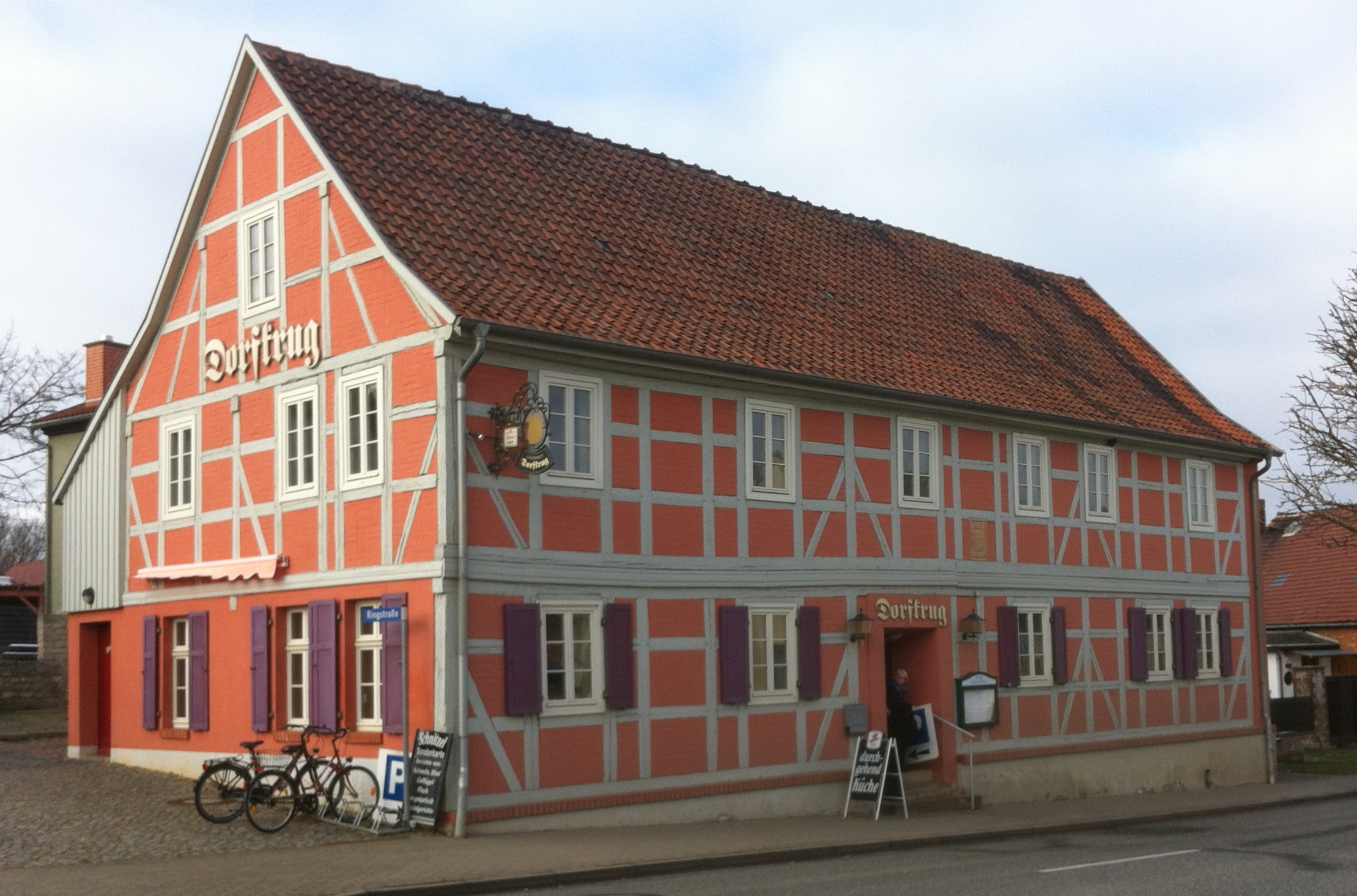
Пивная в Веддерштедте
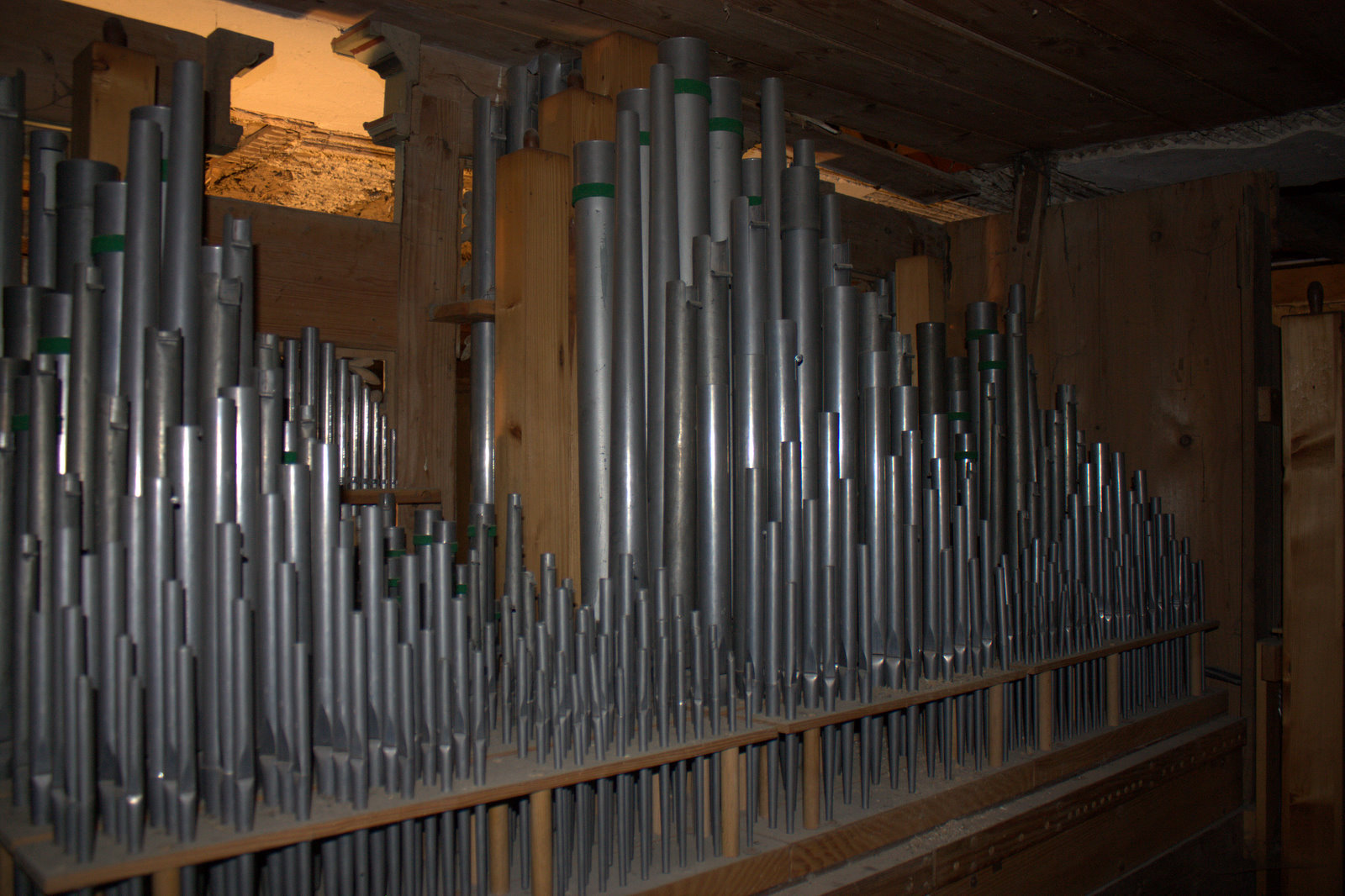
Орга́н в церкви Хетеборна